# Процесс над ЦК БРП
Процесс над ЦК БРП (болг. Процес на ЦК на БРП) — судебный процесс над 60 членами и сотрудниками ЦК БРП (легальное крыло БКП). Подсудимые обвинялись в нарушении Закона о защите государства, то есть участии в партизанском движении в стране, организации и руководстве Боевыми группами.
23 июля 1942 г. Софийский военно-полевой суд приговорил 12 человек к смертной казни (6 из них — заочно), 2 человек к пожизненному заключению, а остальных — к различным срокам заключения. На следующий день приговоры о смертной казни были приведены в исполнение на стрельбище Школы офицеров запаса в Софии. Антон Иванов, Антон Попов, Атанас Романов, Пётр Богданов, Никола Вапцаров и Георгий Минчев были расстреляны. По признанию одного из участников расстрела, перед казнью осужденные пели переложенное на песню стихотворение Ботева «Хаджи Димитр».